# 訃報 1996年9月
訃報 1996年9月（ふほう 1996ねん9がつ）では、1996年（平成8年）9月中に物故した、又は物故が報じられた人物についてまとめる。

## （1日 - 15日）

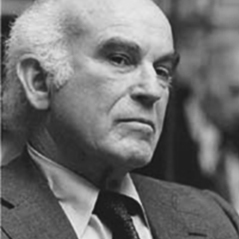
ロバート・ニスベット／9月9日没

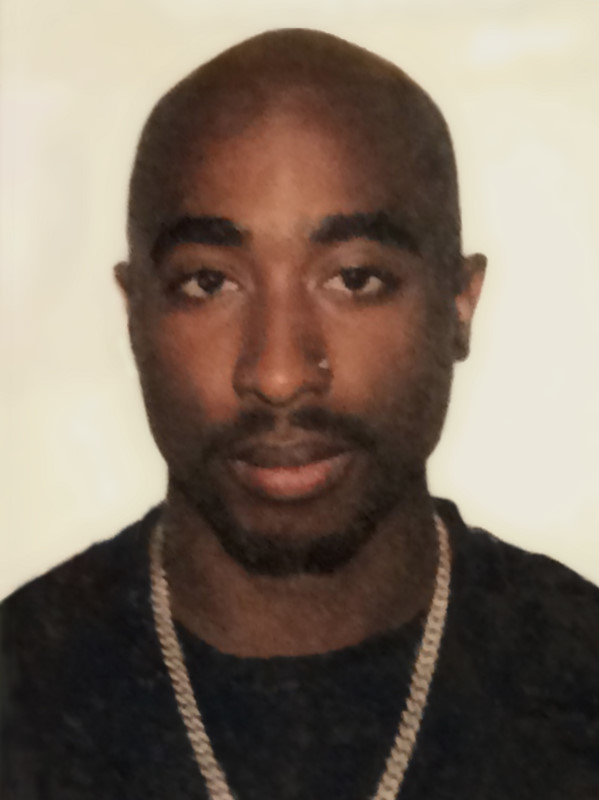
2パック／9月13日没

- 9月1日 - 木村有香、植物学者（* 1900年）
- 9月1日 - ヴァン・ホルンボー、作曲家（*1909年）
- 9月2日 - エミリー・カーメ・ウングワレー、画家（*1910年頃）
- 9月5日 - 山村美紗、小説家（* 1934年）
- 9月7日 - 上田安子、ファッションデザイナー、上田安子服飾専門学校創設者（* 1906年）
- 9月7日 - 三宅重光、銀行家（* 1911年）
- 9月9日 - ロバート・ニスベット、社会学者・歴史家（* 1913年）
- 9月10日 - 秋田貞夫、出版実業家、秋田書店の創立者（* 1909年）
- 9月13日 - 2パック、ミュージシャン （* 1971年）

## （16日 - 30日）

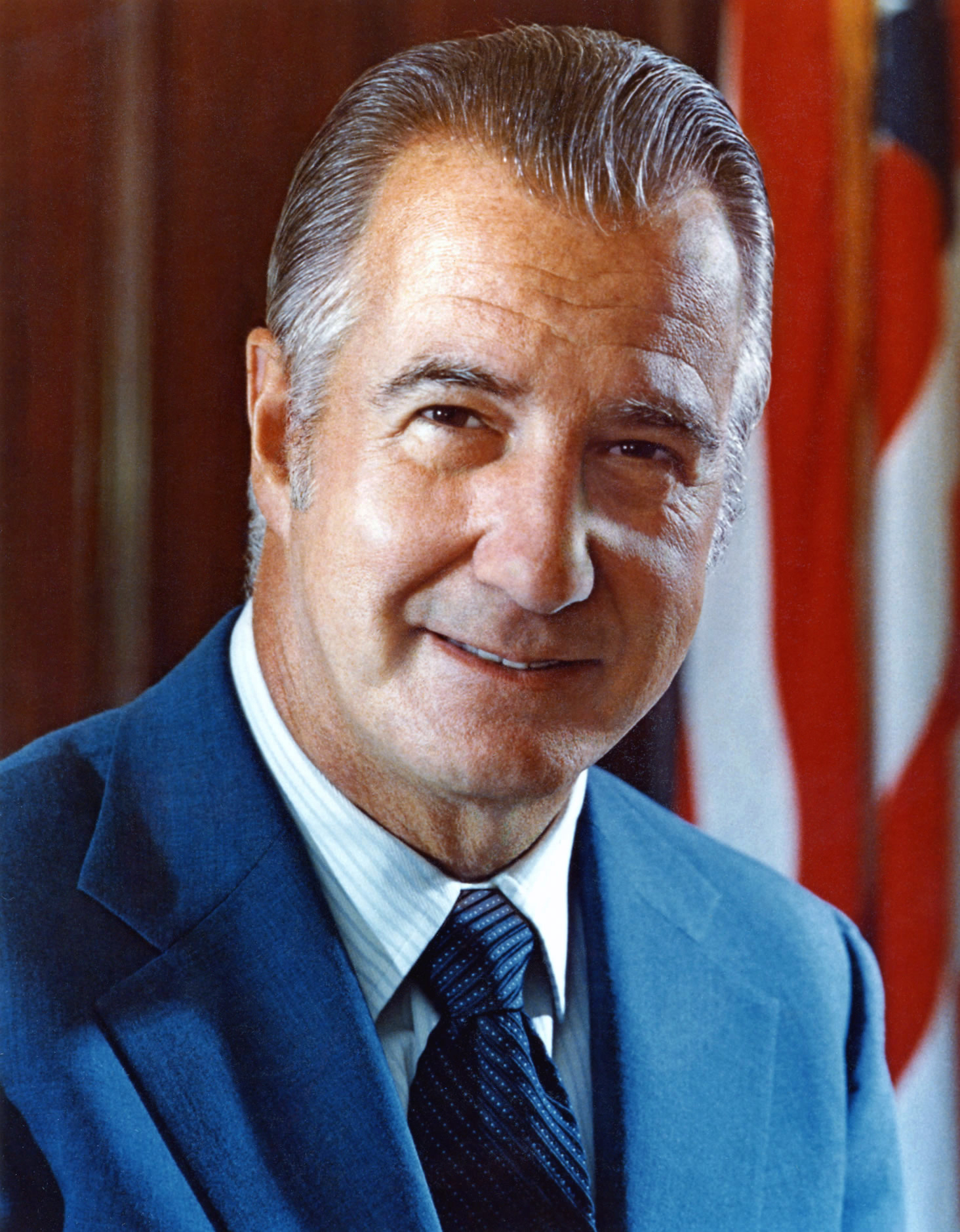
スピロ・アグニュー / 9月17日没

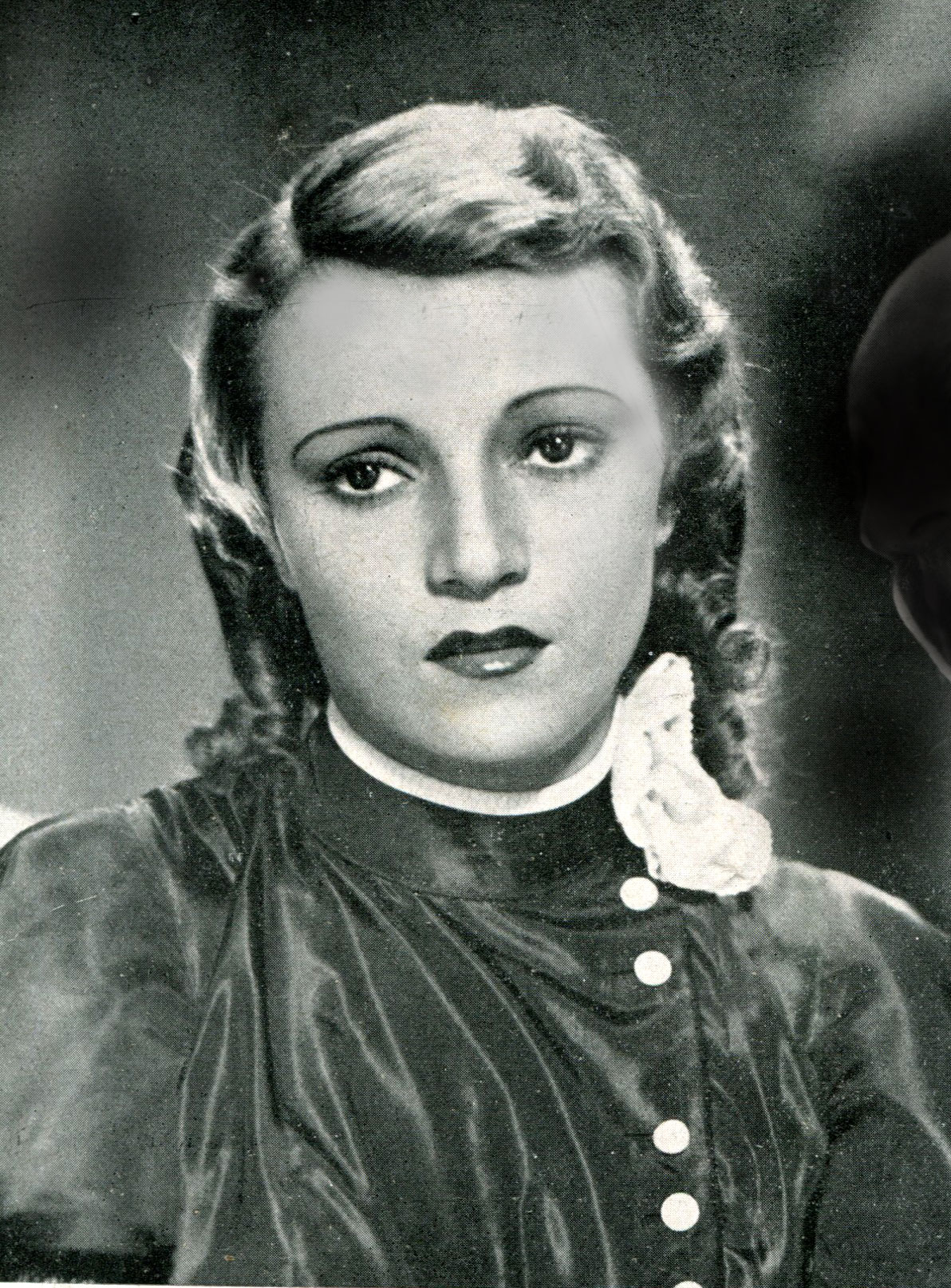
アナベラ / 9月18日没

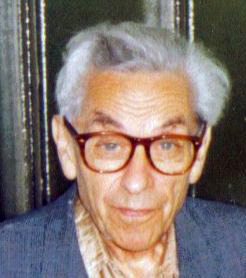
ポール・エルデシュ / 9月20日没

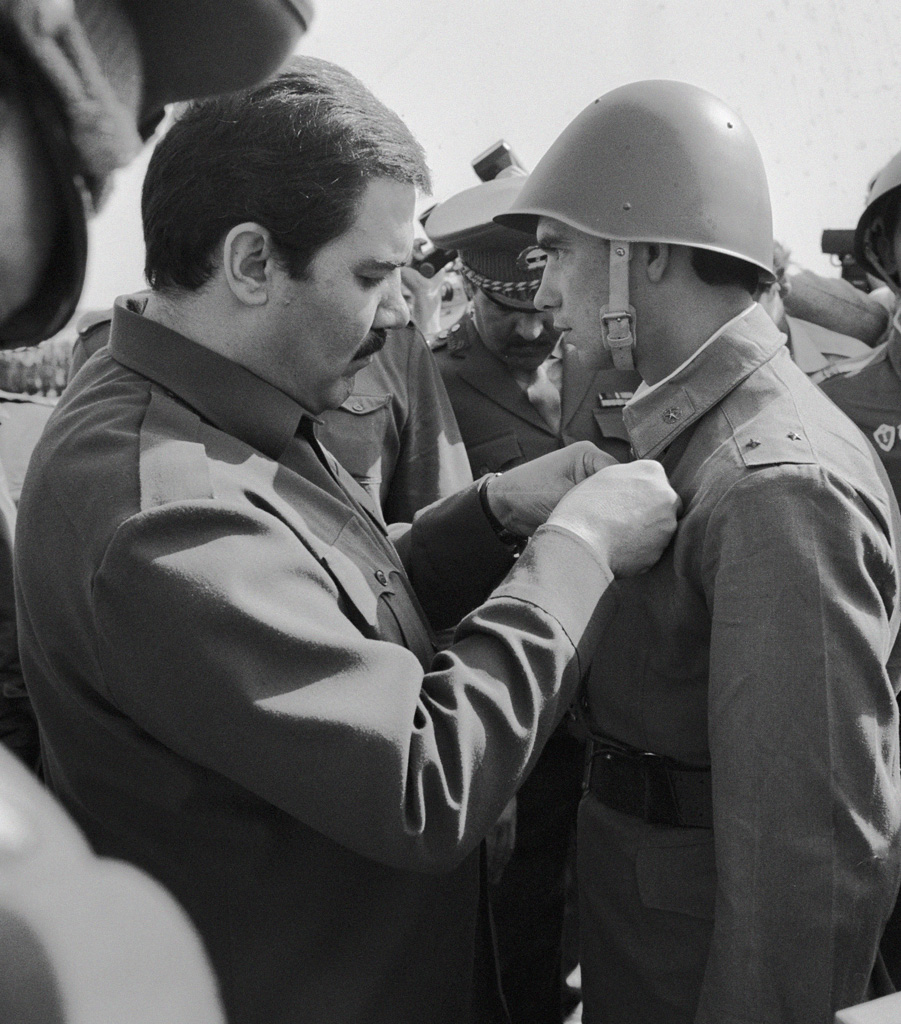
ムハンマド・ナジーブッラー（左） / 9月27日没

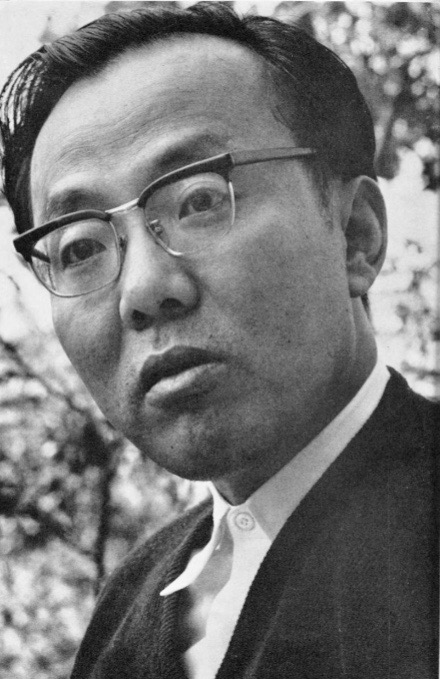
遠藤周作 / 9月29日没

- 9月17日 - スピロ・アグニュー、政治家 （* 1918年）
- 9月18日 - アナベラ、俳優 （* 1907年）
- 9月20日 - ポール・エルデシュ、数学者（* 1913年）
- 9月22日 - 七代目笑福亭松鶴（笑福亭松葉）、落語家（* 1952年）
- 9月23日 - 藤子・F・不二雄（藤本弘）、漫画家 （* 1933年）
- 9月27日 - ムハンマド・ナジーブッラー、政治家 （* 1947年）
- 9月29日 - 遠藤周作、小説家 （* 1923年）
- 9月30日 - 内田朝雄、俳優（* 1920年）